# Johann Polatzek
Johann Polatzek (* um 1838 oder 1839; † 17. Februar 1927 in Wien-Lainz) war ein österreichischer k. u. k. Hauptmann und Ornithologe.

## Leben

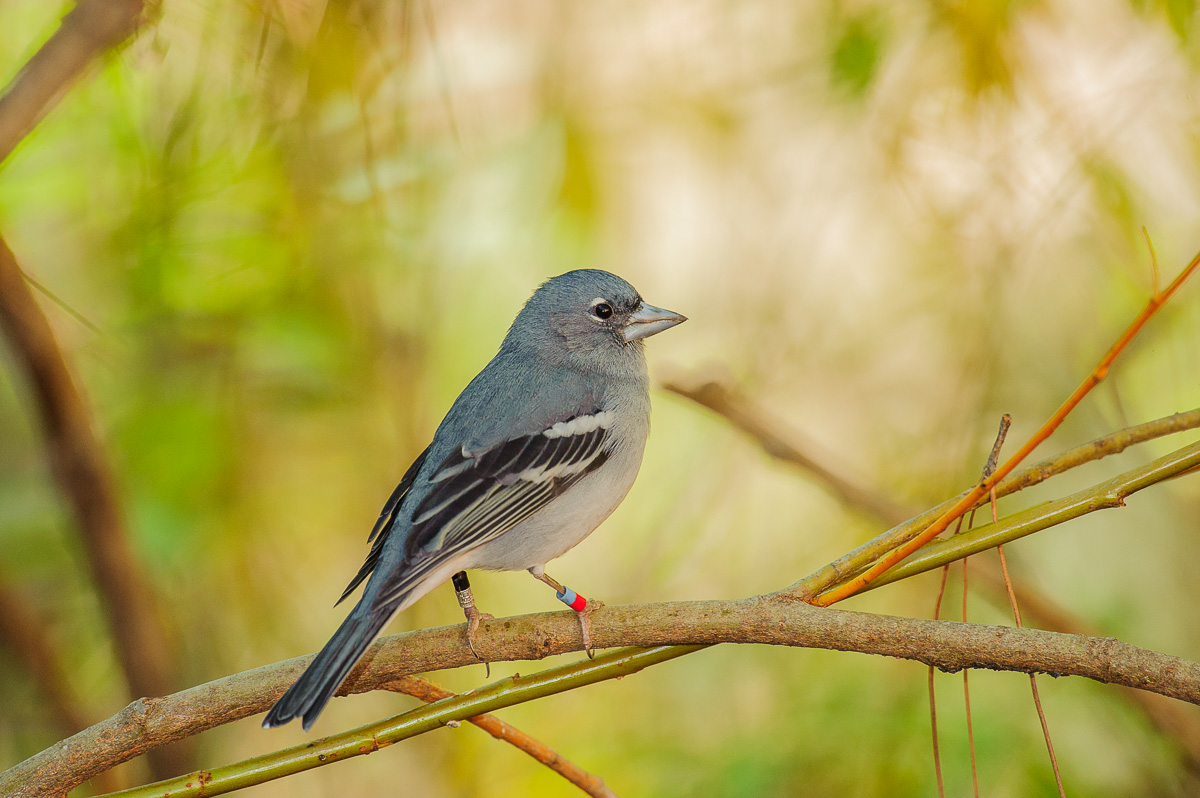
Der Gran-Canaria-Fink (Fringilla polatzeki) wurde von Ernst Hartert nach Johann Polatzek benannt, der ihn 1905 entdeckt hatte

Von 1894 bis 1900 bereiste Polatzek den Balkan, von 1902 bis 1905 die Kanarischen Inseln und 1910 die Pityusen. Von diesen Expeditionen war sein zweieinhalbjähriger Aufenthalt auf allen größeren Inseln des Kanaren-Archipels wissenschaftlich am ertragreichsten. Er entdeckte dort einige neue Vogeltaxa, darunter den ausgestorbenen Lanzarote-Zilpzalp (Phylloscopus canariensis exsul), die Unterart Calandrella rufescens polatzeki der Stummellerche, den Gran-Canaria-Fink (Fringilla polatzeki) (früher eine Unterart des Teidefinks (Fringilla teydea), heute eine eigenständige Art) und Buteo buteo lanzaroteae, heute ein Synonym für die kanarische Mäusebussard-Unterart Buteo buteo insularum. Die von ihm 1910 auf Ibiza entdeckte Form Galerida theklae polatzeki gilt heute als Synonym für die Nominatform der Theklalerche (Galerida theklae theklae). In den Bänden 19 und 20 der Ornithologischen Jahrbücher veröffentlichte er 1908 und 1909 seine Arbeit Die Vögel der Canaren, in der 82 Arten und Unterarten behandelt werden. Von Polatzeks reichhaltiger Vogelbalgausbeute befinden sich etwa 1500 Exemplare im Naturhistorischen Museum Wien und ein weiterer Teil im Natural History Museum at Tring. David Armitage Bannerman erwarb im Jahr 1920 346 Bälge für das Natural History Museum in London. Gelegentlich sammelte Polatzek auch Käfer und Schmetterlinge.
Bannerman beschrieb ihn als erstklassigen Feldbeobachter und einen erfahrenen Präparator. Einen geringeren Stellenwert hatte dagegen seine Arbeit als Systematiker, was damit erklärt wird, dass ihm eine engere Verbindung zu europäischen Museen fehlte.